# 大希腊

古希臘在南義大利的殖民地與方言： （古典時期）
西北方言
亞該亞希臘語
多利亞
愛奧尼亞

大希腊（希腊语：Μεγάλη Ἑλλάς）是指公元前8世纪到公元前6世纪，古希腊人在安纳托利亚、北非以及南欧的意大利半岛南部建立一系列殖民城邦的总称。这其中最著名的当属安纳托利亚的艾菲斯以及地中海岛屿的城邦，例如意大利的他林敦。
大希腊的诸城邦经常与周围意大利半岛各部族发生战争，另外，他们彼此之间也常有战争。公元前4世纪和前3世纪之交，大希腊诸城邦遭到西西里島城邦叙拉古的僭主大狄奥尼西奥斯统治。公元前282年，他林敦与罗马共和国发生战争，伊庇鲁斯国王皮洛士应他林敦人要求支援。但是他林敦在皮洛士離開後在公元前272年落入罗马人之手，至此大希腊的所有城邦陆续为罗马人占领。
大希腊在文学、艺术、建筑等方面对罗马文化发展有着重大影响。大希腊拥有发达的农业、手工业和商业，同时也是著名哲学家芝诺、巴门尼德、毕达哥拉斯等人主要的活动场所。

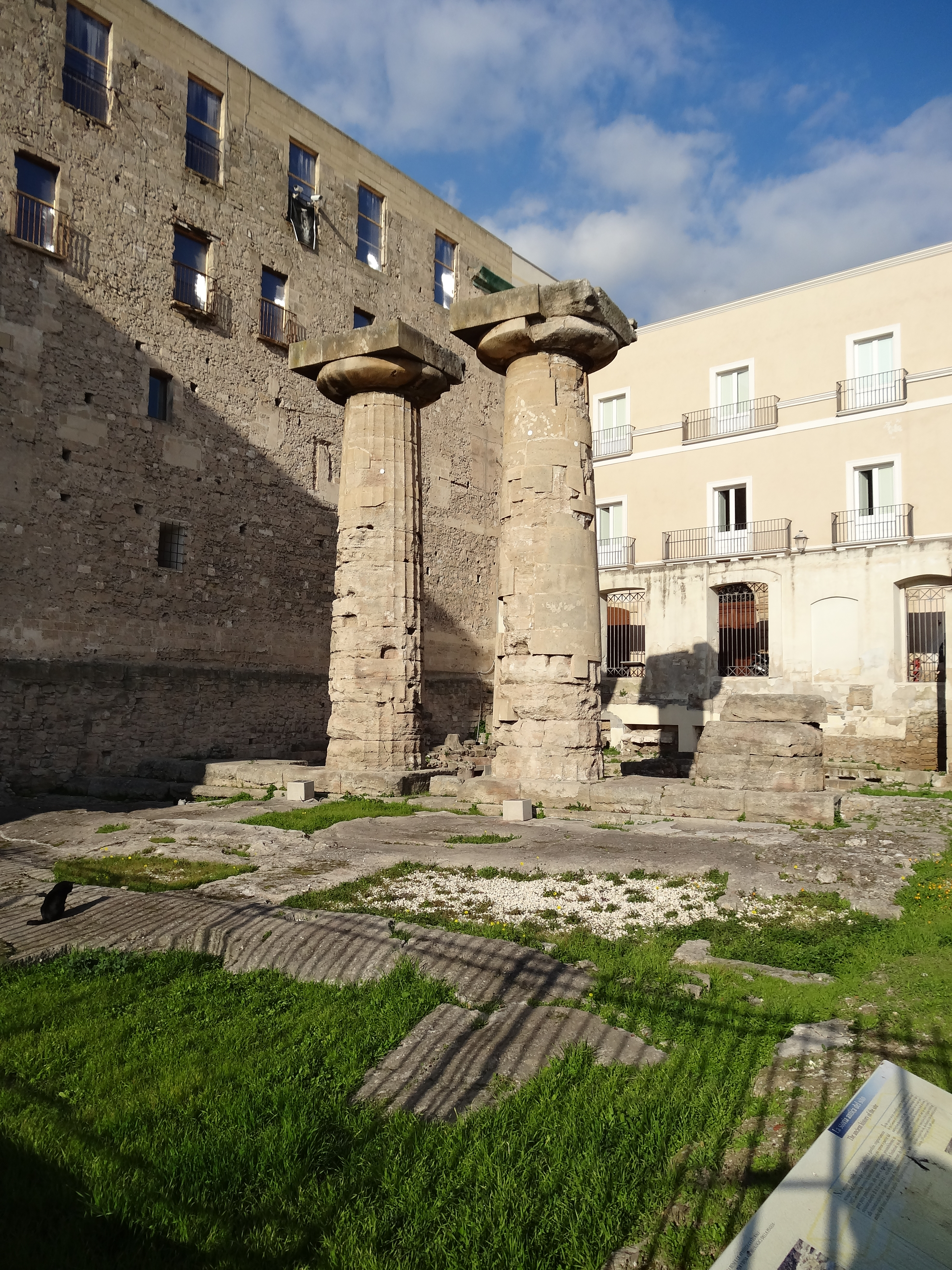
塔蘭托的多利亞圓柱
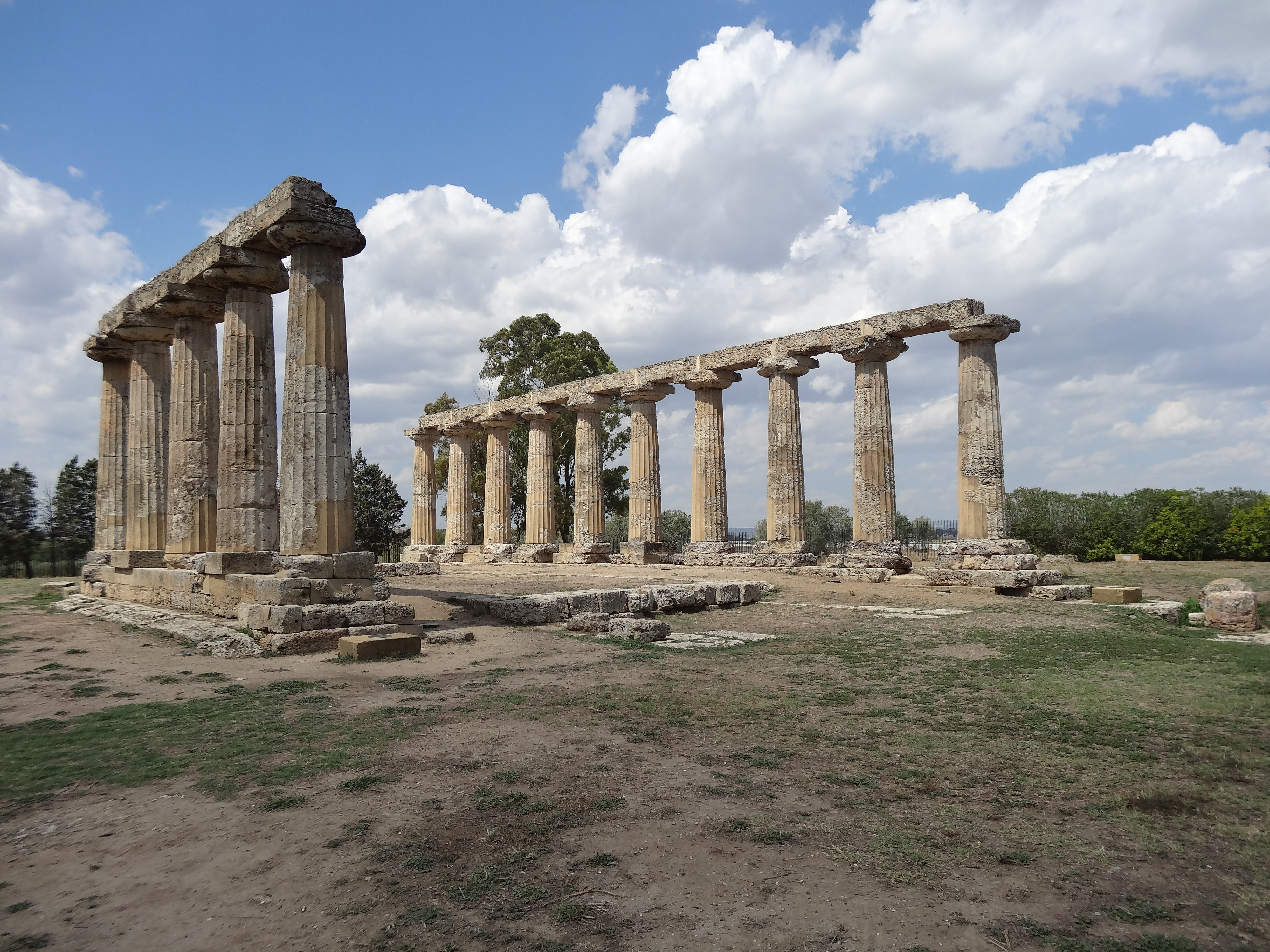
梅塔蓬托（英语：Metaponto）的赫拉神廟
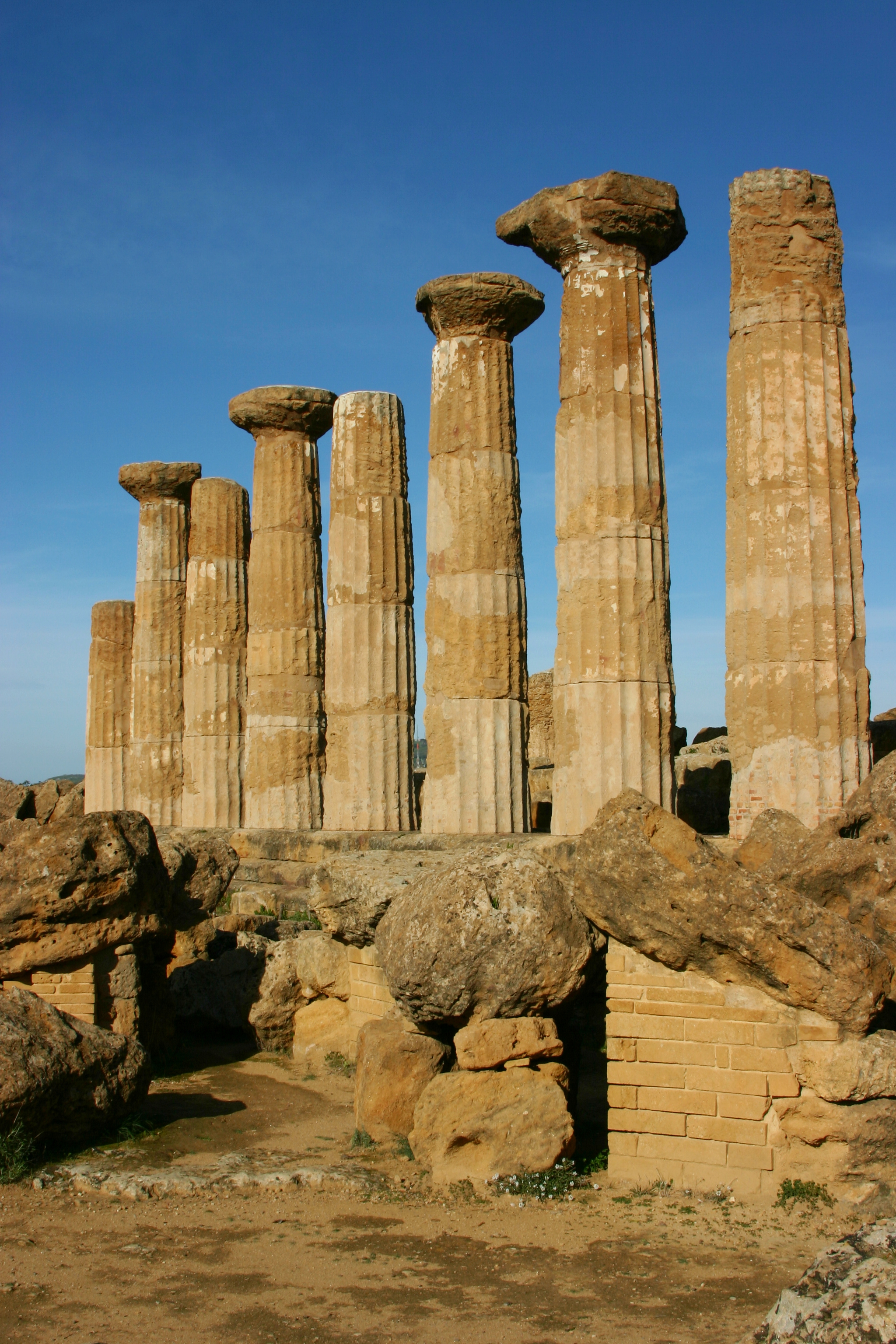
阿格里真托的海格力斯神廟
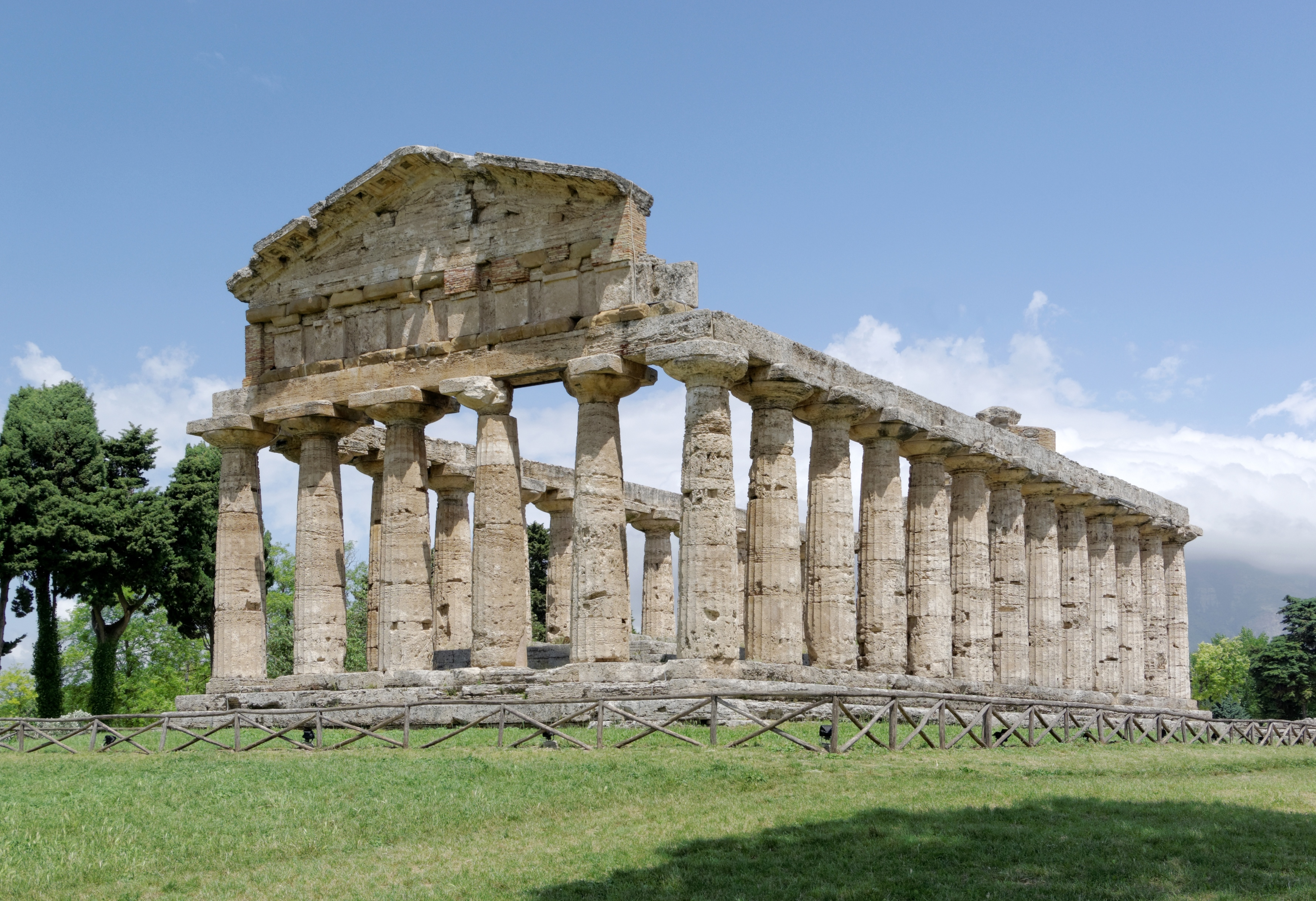
帕埃斯图姆的雅典娜神廟